# San Fernando (Nueva Segovia)
San Fernando est une municipalité nicaraguayenne du département de Nueva Segovia au Nicaragua.